# 将楽県
将楽県（しょうらくけん）は中華人民共和国福建省に位置する省直轄の県であり、しばらくの間、三明市の代理管轄下に置かれている。

## 歴史
260年（永安3年）、建安県より将楽県が分割設置された。

## 行政区画
下部に8鎮、5郷を管轄する。
- 鎮
  - 古鏞鎮、万安鎮、高唐鎮、白蓮鎮、黄潭鎮、水南鎮、光明鎮、南口鎮
- 郷
  - 漠源郷、万全郷、安仁郷、大源郷、余坊郷

## 交通

### 鉄道
- 中国鉄路総公司
  - 昌福線
    - 将楽駅

### 道路
- 高速道路
  - 福銀高速道路